# 町田政則
町田 政則（まちだ まさのり、1955年1月7日 - ）は、日本の俳優、声優、元子役。神奈川県横浜市出身。ぷろだくしょんバオバブ、宝井プロジェクト所属。旧芸名は町田 剛（まちだ つよし）。

## 略歴
幼少期はあまりにも暴れん坊だったため、母か父が行儀を良くするために養成所に入所させられた。子役としてデビューし、『喜劇 仰げば尊し』といった東宝、『網走番外地  南国の対決』といった東映、『座頭市の歌が聞える』といった大映、『大巨獣ガッパ』といった日活といった五社協定であった映画会社の映画作品に出演していたが、松竹だけは出演しなかった。当時は劇団日本児童を経て、劇団ひまわりに所属していた。
学校は武相出身で、中学時代はずっと野球をしていた。高校1年生の時に1年間、硬式野球をしており、「先生やりたいな」と思っていたという。中学時代の後半から高校1年生ぐらいまで、2年ぐらい芸能活動を休止していた。その時は「役者やりたいのかな」、「やっぱ好きなのかな」と色々考えていたという。
再び芸能界に戻ったのは、同じ野球部に所属していた人物と一緒に行っていた東映演技研修所のオーディションに合格したからである。その後、同演技研修所の6期生として入所。その時に誘った人物は研修所に行かなかった。
その後は役者をしながら何年間か修正していき、浮き沈みもあって「どうしようかな」、「このままやっていいのかな」と色々なことを考えながら活動していた。
かつては、東映俳優センター、森プロジェクト、アングル・クリエイト、ダテ企画、フェイムステージに所属していた。
その後、「声優もやろう」と思い、2000年代以降は俳優業の他にも、海外ドラマの吹き替えやアニメ等、声優としても活動している。
2019年、第11回青空文庫朗読コンテスト審査員特別賞受賞。
2020年、第12回青空文庫朗読コンテスト金賞受賞。

## 人物
趣味は乗馬、スキューバダイビング。特技は居合道（2段）、杖道（2段）。
資格は潜水士、大型自動二輪免許、大型自動車免許、普通自動車二種免許、小型船舶二級。
『忍者ハットリくん+忍者怪獣ジッポウ』では、当時の2人の子役共にハットリくん役を3人で演じていたが、3人のハットリくん役の演者たちの中では一番大きく、一番前で分身の術のシーンをしていたという。
『大巨獣ガッパ』ではサキ役を演じていたが、オーディションでは何回も行っていた。その時はガッパの子供の着ぐるみを担当したいため、その着ぐるみのオーディションを受けたかったが、出演者側のほうに合格し、ガッカリしたという。
石井輝男が監督を務める多数の作品に出演している。

## 出演作品

### 俳優業

#### テレビドラマ
- 若者たち（1966年）
- アイウエオ（1967年）
- 刑事くん（1972年）
- どっこい大作（1973年）
- 非情のライセンス（1973年 - 1976年）
- 特別機動捜査隊（NET）
  - 第646話「嘆きの天使」（1974年） - 和哉
  - 第658話「はみだした青春」（1974年） - 高校生
  - 第717話「わたしが殺した男」（1975年） - 卓矢
  - 第754話「ドキュメント暴行」（1975年） - 須山
- 誰のために愛するか（1974年）
- 燃える捜査網（1975年）
- Gメン'75（TBS）
  - 第71話「刑事の女体受託収賄事件」（1976年）−飯塚まさお（弟）
  - 第80話「暗闇の中の密室殺人」（1976年）−暴走族メンバー
  - 第179話「警察署長室ジャック」（1978年）−宗方竜夫の暴走族仲間Ａ
  - 第203話「また逢う日まで 速水涼子刑事」（1979年）−加賀美の仲間
  - 第215話「白バイに乗った痴漢」（1979年）−暴走族
  - 第234話「女たちの拳銃泥棒」（1979年）−スーパー強盗犯Ｂ
  - 第253話「白バイに乗った暗殺者たち」（1980年）−岩森貢
  - 第277話「大暴走!ガソリンタンクローリー」（1980年）−尾崎（木下の仲間）
  - 第335話「女刑事に恐怖が這いよる時」（1981年）−ディスコ従業員Ａ
- 特捜最前線（1977年 - 1984年）
- 熱中時代・刑事編 第10話「ニセ熱中刑事現わる」（1979年、日本テレビ） - チンピラ
- 野性の証明（1979年、毎日放送 / 東映）
- 大激闘マッドポリス'80（1980年、日本テレビ / 東映） 
  - 第5話「シンジケートの女」 - 白バイ警官
  - 第11話「爆殺マシーン」- チンピラ
- それゆけ!レッドビッキーズ（1980年、テレビ朝日） - まさこの同僚
- 天まであがれ! パート1 第10話（1982年、日本テレビ） - 助監督
- 噂の刑事トミーとマツ 第2シリーズ
  - 第17話「アリャ?! カラテ美女の意外な弱点」（1982年、TBS / 大映テレビ）
- 火曜サスペンス劇場
  - たそがれに標的を撃て（1982年）
  - 目には目を（1983年）
  - 掏摸（1993年）
  - 競馬場の女（1994年）
- 六月の危険な花嫁（1982年）
- 佐武と市捕物控（1982年）
- 大江戸捜査網 第580話「絶唱 夜霧に消えた女郎花」（1983年、テレビ東京 / 三船プロ）
- 非行女教師（1983年）
- 太陽にほえろ!（1983年）
- 青春はみだし刑事（1983年）
- 私鉄沿線97分署（1984年）
- 流れ星佐吉（1984年）
- 宮本武蔵（1984年）
- ポニーテールはふり向かない（1985年）
- 遊びじゃないのよ、この恋は（1986年）
- おんな風林火山（1986年）
- 六本木ダンディーおみやさん（1987年）
- あぶない刑事（1987年、日本テレビ）
  - 第14話「死闘」 - 強盗犯
  - 第31話「不覚」 - 暴力団員
  - 第38話「独断」 - 暴力団員
  - 第44話「苦杯」 - 暴力団員
  - 第51話「悪夢」 - 殺人犯
- 西村京太郎サスペンス「北陸L特急 殺しの双曲線」（1987年） - 町田
- 女優 夏木みどりシリーズ
  - 「土曜サスペンス・モンロー殺人事件」（1988年）
  - 「女友だち同窓会殺人事件」（1989年）
- OL博徒（1988年）
- あきれた刑事（1988年、日本テレビ）
  - 第13話「人質はお嬢さま」 - 誘拐グループ一味
  - 第21話「保険金デート」 - 暴力団員
- もっとあぶない刑事（1988年 - 1989年、日本テレビ）
  - 第4話「奇策」 - 護送犯
  - 第23話「心痛」 - 狙撃犯
- はぐれ刑事純情派（1989年 - 1994年）
- あいつがトラブル（1989年）
- 女無宿人 半身のお紺（1991年）
- 越後七浦殺人海岸（1991年）
- ADブギ（1991年）
- 源義経（1991年） - 岡崎義実）
- 月曜ドラマスペシャル
  - 三十六人の乗客（1991年） - 三村平吉
  - 蜃気楼（1998年）
  - 十津川警部シリーズ「シベリア鉄道殺人事件」（1999年）
  - 探偵 左文字進（2000年） - 溝口刑事
- 名奉行 遠山の金さん（1992年、テレビ朝日 / 東映）
  - 第4シリーズ 第25話「裏切りの矢!八丈島から来た女」（1992年） - 天真
  - 第5シリーズ 第2話「お婆ちゃんは見た」（1993年） - 猫六
- 刑事貴族2 第32話「五万分の一」（1992年、日本テレビ） - 飯岡康二
- 裏刑事-URADEKA-（1992年）
- 眠れない夜をかぞえて（1992年）
- 家政婦は見た!（1992年）
- 家栽の人（1993年）
- 並木家の人々（1993年）
- いつか、花嫁（1993年）
- これでいいのだ（1994年） - 熊沢
- タクシードライバーの推理日誌（1995年） - 場外馬券売場の男
- 刑事追う!（1996年）
- 愛と感動の実話 さよなら盲導犬ベルナ（1998年）
- デジドラ・ワンシーン（1998年）
- 浅見光彦シリーズ（1998年）
- 物書同心いねむり紋蔵（1998年）
- 水戸黄門（1999年） - 藤次
- 双子探偵（1999年）
- はみだし刑事情熱系（1999年 - 2000年）
- 柳橋慕情（2000年） - 隣の住人
- 伊藤潤二恐怖コレクション「墓標の町」（2000年）
- 美人三姉妹温泉芸者が行く!（2001年）
- 冷たい灼熱〜白昼主婦殺人事件!〜（2001年）
- 陰の季節（2001年）
- 真夜中は別の顔（2002年） - 岸川
- 天国への階段（2002年）
- よど号ハイジャック事件 史上最悪の122時間（2002年）
- 相棒（テレビ朝日 / 東映）
  - 相棒 Season 2 第15話「雪原の殺意」（2004年2月4日） - ホストクラブのマネージャー
  - 相棒 Season 9 第15話「もがり笛」（2011年2月16日） - ラーメン屋店主
  - 相棒 season 22 第13話「恋文」（2024年1月24日） - 強面の男（ヤクザ）
- 世にも奇妙な物語 春の特別編 (2004年)（2004年）
- 最後の忠臣蔵（2004年）
- さよなら、小津先生（2004年）
- 十津川警部夫人の旅情殺人推理（2005年）
- OUT LIMIT（2005年）
- 夜盗（2005年）
- 慶次郎縁側日記（2006年）
- 伝説の美容師 山野愛子物語（2006年）
- モップガール（2007年）
- 安宅家の人々（2008年）
- 4姉妹探偵団（2008年）

#### 映画

##### 子役
- 銀座の次郎長 天下の一大事（1963年、井田探 監督、日活） - 学童
- 喜劇 仰げば尊し（1966年、渋谷実 監督、東宝） - 辰男の子供時代(小学校の生徒)
- 座頭市の歌が聞える（1966年、田中徳三 監督、大映） - 太一
- 網走番外地  南国の対決（1966年、石井輝男監督、東映 東京撮影所） - 一郎
- 大巨獣ガッパ（1967年、野口晴康監督、日活） - 島の少年 サキ

##### 大人
- 突入せよ! あさま山荘事件（2002年、原田眞人監督）
- 暴力戦士（石井輝男監督） - ドン牛
- 暴走族シリーズ1. 2. 3. 4（石井輝男監督）
- 河内オッサンの唄1. 2（斎藤武市監督）
- モロッコ（和泉聖治監督）
- サーキットの娘（山口和彦監督）
- 修羅の伝説（1992年、和泉聖治監督） - 木村芳生
- 誘拐報道（1982年、伊藤俊也監督）
- シャイなあんちくしょう（1991年、和泉聖治監督）
- 極道渡世の素敵な面々（1988年、和泉聖治監督） - 林
- 集団左遷（1994年、梶間俊一監督） - 江上
- この胸のときめきを（1988年、和泉聖治監督） - 殺陣師
- 新宿の顔（和泉聖治監督） - 中谷七郎
- 続・非常学園ワル（三堀篤監督） - ケニー
- アゲインスト（中島貞夫監督） - 救助隊隊長
- オサムの朝（梶間俊一監督） - 鳥打ち帽
- ビューティーペアの真っ赤な青春（内藤誠監督）
- 新・極道渡世の素敵な面々（和泉聖治監督） - 刑事
- 赤い爆音地獄の天使（内藤誠監督） - ヤクザ幹部
- MISTY -ミスティ-（池田敏春監督） - 諸岡ヒロシ
- 鉄道員（1999年、降旗康男監督　木村大作撮影） - 坑夫
- 極道VSまむし（1974年、中島貞夫監督） - サブ
- 狂走セックス族（1973年、皆川隆之監督） - 修
- 瀬降り物語り（中島貞夫監督） - トシオ
- 極東黒社会（1993年、馬場昭格監督）
- さらば愛しのやくざ（1990年、和泉聖治監督）
- 略奪愛（梶間俊一監督 木村大作撮影）
- 東映教育映画「贈られた湯呑茶碗」
- 獅子王たちの最后（1993年、高橋伴明監督）
- 犬神の悪霊（1977年、伊藤俊也監督）
- 北京原人 Who are you?（1997年、佐藤純彌監督）
- 大いなる完（高橋伴明監督） - 検事
- 恋子の毎日（1988年、和泉聖治監督） - 志貴
- あぶない刑事（長谷部安春監督）
- 赤と黒の情熱（工藤栄一監督）
- ゴールドラッシュ（和泉聖治監督）
- 白蛇抄（1983年、伊藤俊也監督）
- 動乱（1980年、森谷司郎監督）
- 撃てばかげろう（澤田幸弘監督）
- 修羅場の人間学（梶間俊一監督）
- 疵（1988年、梶間俊一監督）
- 拳銃を抱いた女神　血のルージュ（井上眞介監督） - 変態オヤジ
- 金融腐蝕列島〜呪縛〜（原田眞人監督） - 執行官
- 借王1（1997年、和泉聖治監督） - 高田(戎興産 従業員 営業マン)
- ホタル（2001年、降旗康男監督 木村大作撮影）北川
- 女囚処刑人マリア（片岡修二監督） - 王
- 盲獣VS一寸法師（石井輝男監督）火消頭の権造
- 銀の男〜青森純情篇（高橋玄監督）
- 東京ファンタスティック映画祭99出品作品「D」（岡部?哉監督） - 松崎
- 浅草哀歌〜えんこえれじー〜DACHl（細野辰興監督）ボム屋
- 淫行タクシー ひわいな女たち（関根和美監督）
- 痴漢トラック 淫女乗りっぱなし（関根和美監督）
- 極道最前線 荒ぶる魂たち（三池崇史監督）
- 実録・安藤組外伝 餓狼の掟（梶間俊一監督） - 酒井哲士
- 不思議めがね（三村渉監督）
- GUN CRAZY 〜裏切りの挽歌〜（室賀厚監督） - 李
- 幸福の鐘（SABU監督）
- デビルマン（2004年、那須博之監督）
- 湾岸ミッドナイト THE MOVIE - トラック運転手
- キリマンジャロは遠く - 電話ボックスの男
- 「yoriko-寄子-（棚木和人監督）
- デリバリー（2018年、監督:室賀厚） - 山田太郎
- 一粒の麦〜荻野吟子の生涯〜（2019年、監督:山田火砂子） - やくざ
- 光芒（2019年、監督:塩澤浩二） - 大溝正二郎
- Seven Yakuza - 丸山義仁
- われ弱ければ矢島揖子（2022年） - 牛太郎

#### Vシネマ
- 最後の馬券師（原田昌樹監督） - 三浦
- 女四さそり(殺人予告)（池田敏春監督） - 掘
- 追いつめる（工藤栄一監督）
- 修羅がゆく1.2.3（和泉聖治監督）
- 大攻略（佐伯英二監督） - 青田
- 男組（原田昌樹監督） - 金村幸広
- 女バトルコップ（岡本明久監督） - ジャンキー
- ラスト ダウン テン（長谷部安春監督） - 畑
- ブラックプリンセス（田中秀夫監督） - 伊藤
- 白昼の処刑（帯盛迪彦監督） - 」佐原輝夫
- ザ・ストリート ファイター（ジョーコスギ監督）
- 盲目刑事（国本雅広監督）
- 世紀末博狼サガ（高瀬将嗣監督）
- 武闘の帝王2（高瀬将嗣監督） - 会社員A
- 極道拳（原田昌樹監督）
- 喧嘩ラーメン（原田昌樹監督）
- 新・男樹1.2（小久保利巳監督） - 宮島
- 修羅がゆく4.5（佐々木正人監督）
- アリエッタ（実相寺昭雄監督）
- 新入生痴漢ゼミナール（関根和美監督） - 山本昭司
- 喧嘩組（原田昌樹監督） - 黒崎辰巳
- 風俗の性（福岡康裕監督）
- 掟の紋章2（佐々木正人監督） - 上野啓輔
- 悪人専用（長谷部安春監督）
- MoKoにおまかせ（望月六郎監督）
- 取り立てる女（工藤雅典監督） - 前田
- 斬り込み（福岡芳穂監督） - 平川
- フリージア（渡辺武監督）
- ザ・ヒットマン（石井輝男監督）
- 武閲の帝王2（高瀬将嗣監督）
- 疾走若妻トラッカー2“ケジメつけます”（小林要監督） - 取り立て屋
- 新任パスガイド（井上眞介監督）
- デコトラパチンカー2（久保寺和人監督） - 滑川
- 庇5（梶間俊一監督） - 荒井一政
- 菩薩の龍子〜姐極道〜（関根和美監督） - 兵頭次郎
- 蛮王〜バンキング〜（香月秀之監督） - 大山
- どチンピラ コマシの仁（金澤克次監督） - 号突組組員 加藤
- ザ・代紋（新村良二監督） - 野村
- 修羅のみち（小澤啓一監督） - 越川満
- 修羅のみち3（小澤啓一監督） - 野村春彦
- 錬金の帝王2（高瀬将嗣監督） - 岡野勉
- 大脱獄（光石冨士朗監督） - 立花組組員
- 蒼き狼たち（横井健司監督）
- 外道 おとこ唄（金澤克次監督） - 黒鍬組組長 藤沢一三
- やくざの憲法 赤字破門（2003年）
- 修羅の血涙（2007年） - オオワダ(元 北条会組員)
- ゾク議員 第二部（2007年） - 宮浦市議会議員 大林実
- 新宿暴力街 華火（2007年）
- 横浜暗黒街 華炎（2008年） - 仁藤会幹部 モトムラ
- ギャングシティ 大阪黙示録（2018年） - ヨシダ(元 藤政組組員)
- エクスタシー・イコライザーREN（2020年9月4日、竹書房）[16]
- 極道アパート（2021年6月2日、竹書房）[17]

#### 特撮
- 忍者ハットリくん+忍者怪獣ジッポウ（1967年 - 1968年、NET / 東映） - ハットリくん
- ウルトラシリーズ（円谷プロ）
  - ウルトラセブン 第16話「闇に光る目」（1968年、TBS） - いじめっ子の少年 ※ノンクレジット
  - ウルトラマンティガ（MBS）
    - 第9話「怪獣を持つ少女」（1996年） - 作業員
    - 第49話「ウルトラの星」（1997年） - 宇宙魔人 チャリジャ

  - ウルトラマンガイア 第29話「遠い町・ウクバール」（1999年、MBS） - らくだ便・主任
- ぐるぐるメダマン 第6話「うみぼうず突然変身」（1976年、12ch / 東映）
- 仮面ライダーシリーズ（東映）
  - 仮面ライダー (スカイライダー) 第23話「怪人ムササビ兄弟と2人のライダー」（1980年、TBS） - 爆弾人間
  - 仮面ライダーガッチャード （テレビ朝日） - 旭光一郎[18]
    - 第5話「燃えよ! 斗え! レスラーG!」（2023年）
    - 第47話「大激突！宝太郎VSスパナ」（2024年）
- ロボット8ちゃん 第10話「きょうも明るくアッハッハ」（1981年、フジテレビ / 東映）
- 特警ウインスペクター 第12話「僕の友達ロボット」（1990年、テレビ朝日 / 東映） - 久野
- ブースカ! ブースカ!! 第1話「バラサで快獣こんにちは!」（1999年、テレビ東京 / 円谷プロ） - 強盗
- カネゴン KANEGON 第8話「大切なもの」（2010年、ファミリー劇場 / 円谷プロ） - 警察官

#### 舞台
- オルガンヴィトー
  - 『ガリガリ博士の犯罪』不思議地底窟(2009.5/9〜6/28土日のみ)
  - 『黄金バット』太子堂神社  境内大テント (2014.7/25〜8/3)
  - 『イーハトーボの笛吹き男』ザ・スズナリ (2015.7/17〜7/20)

- 劇団 東京倶楽部
  - 『幕末義侠伝  冬の風車－国定忠治にまちがえられた男』  主演　シアターグリーンBIG TREE THEATER (2005.12/8〜12/13)
  - 『黒い雨  －死海の義和団－ 』池上本門寺   特設テント劇場　(2006.11/20〜11/26)
  - 『－蒼蝿－』新木場 1st Ring (2007.10/6〜10/14)
  - 『二人の女』中野  劇場MoMo (2008.5/1〜5/5)

- 劇団 SBZ
  - 『忠臣蔵－元禄仇討ち裏事情－』スクエア荏原ひらつかホール　(2014.12/3〜12/6)

- K-FRONT
  - 『RE: UNION』武蔵野芸能劇場　(2015.4/11〜4/14)
  - 『Lost IN Asia』ブレヒトの芝居小屋　(2015.11/11〜11/15)

- ザ・チョンマゲ群団
  - 『新撰組あと始末記』築地本願寺ブティストホール　(2015.7/1〜7/5)
  - 『戦国シェイクスピア　BASARA〜謀略の城〜』スクエア荏原ひらつかホール　(2015.9/10〜9/13)
  - 『THE  FAMILY  ―絆―』スクエア荏原ひらつかホール　(2015.12/3〜12/6)
  - 『エンドレスラブ〜ドラキュラと共に〜』萬劇場　(2016.3/2〜3/6)

- ぷろだくしょんバオバブ プロデュース公演
  - 『歓喜の歌』前進座劇場　(2010.12/1〜12/5)

- パンプランニング
  - 『月島家の人々  カーズドファミリー』銀座みゆき館劇場　(2014.3/18〜3/23)
  - 『スガナレル』銀座みゆき館劇場　(2014.5/13〜5/18)
  - 『見えない 人たち』築地ブティストホール　(2015.2/25〜3/1)
  - 『我が輩は 狸である』銀座みゆき館劇場　(2015.6/5〜6/9)
  - 『ダンスレボリューション・ソノトキのワタシ』 築地ブティストホール  (2016.8/31〜9/4)

- バースエンターテイナーズ
  - 『息吹の瞬間〜愛のうた〜』ザムザ阿佐ヶ谷　(2014.10/1〜10/5)

- オフィス川越  音楽劇
  - 『なよたけのかぐやひめ〜今はむかし、昔はいま〜』川崎アートセンター  アルテリオ小劇場(2016.6/17〜6/19)

#### 朗読
- 朗読倶楽部『鍵穴』（2016年）
- 朗読 言の葉だこっと（2017年）

#### その他コンテンツ
- ウルトラ情報局（ウルトラセブン「闇に光る目」放送分ゲスト）
- 東映スピード・アクション浪漫アルバム（2015年、著・杉作J太郎、植地毅、徳間書店)　-　インタビュー
- クイズ!脳ベルSHOW（2020年3月16日・17日、BSフジ） - ゲスト

### 声優業

#### テレビアニメ
2009年
- 獣の奏者 エリン（長老）

2010年
- 屍鬼（柚木）
- 世紀末オカルト学院（おじさん）
- 閃光のナイトレイド
- バトルスピリッツ ブレイヴ（2010年 - 2011年、賢者メタルカス、魔族店主、領主）
- 名探偵コナン（2010年 - 2022年、中根昭和、武木正徳、田沼豊夫〈狸〉、北原拳作、山本鉄三郎 他）

2011年
- 銀魂'（2011年 - 2013年、オジキ、じいや、町人A）
- ぬらりひょんの孫 千年魔京（陰陽師、役人、教師）

2012年
- ゼロの使い魔F（司令官）
- ドラえもん（テレビ朝日版第2期）（2012年 - 2025年、男A、江来博士、アヤトリオ、しごきロボット、兼子の父 他）
- 爆TECH!爆丸（2012年 - 2013年、マスター・シモ） - 2シリーズ
- もやしもん リターンズ（ロティスール）
- リトルバスターズ!（老人B）
- LUPIN the Third -峰不二子という女-（ハイジャック犯B）

2013年
- AKB0048 next stage（裁判官）
- 宇宙兄弟（北村父）
- 銀河機攻隊 マジェスティックプリンス（ドルガナ）
- 翠星のガルガンティア（修理船船主）
- 探検ドリランド（看守）
- はたらく魔王さま！（農夫）
- ビーストサーガ（ワンダーリバー）
- まおゆう魔王勇者（鉄腕王）

2014年
- ディスク・ウォーズ:アベンジャーズ（世界安全保障委員A）
- 忍たま乱太郎（2014年 - 2022年、塚口水堂〈3代目〉、杭瀬村の長老、山東新之丞〈2代目〉、山賊の親分 他）
- ハピネスチャージプリキュア!（深大寺ひさし）

2015年
- 金田一少年の事件簿R（第2期）（小金井睦）

2016年
- クレヨンしんちゃん（2016年 - 2023年、コワモテの男、おやじ、社長、船長、男性B 他）
- パズドラクロス（ヘンダーソン、アイスクリーム店主）

2017年
- デジモンユニバース アプリモンスターズ（梅松竹男〈LコープCEO〉）
- タイムボカン 逆襲の三悪人（玄宗）

2018年
- HUGっと!プリキュア（2018年 - 2019年、ダイガン）
- されど罪人は竜と踊る（サザーラン）
- ルパン三世 PART5（マスター、ネクサス）

2019年
- ONE PIECE（2019年 - 2021年、地武えもん）

2021年
- 迷宮ブラックカンパニー（ロウ＝ガイン）

2022年
- ニンジャラ（農夫）
- サザエさん（大貫）

2023年
- ふしぎ駄菓子屋 銭天堂（母方の祖父、街の人）

#### 劇場アニメ
- 蛍火の杜へ（2011年、ブナの手）
- コードギアス 亡国のアキト 第2章「引き裂かれし翼竜」（2013年、EU軍将校）
- クレヨンしんちゃん 爆盛!カンフーボーイズ〜拉麺大乱〜（2018年、店長）

#### Webアニメ
- アニメで分かる心療内科（2015年、セクハラおやじ、怪獣、遠藤係長代理、おやじ）
- クレヨンしんちゃん外伝 おもちゃウォーズ（2016年、青ひげ）

#### ゲーム
2010年代
- ぱすてるチャイムContinue（2010年、カール・ディクソン）
- メダル・オブ・オナー（2010年、ダスティ）
- メダル・オブ・オナー　ウォーファイター（2012年、ダスティ）
- ゴーストリコン ブレイクポイント（2019年、サヴェッジ隊長、マッカロー）
- 北斗の拳 LEGENDS ReVIVE（2019年 - 2023年、リュウケン）

2020年代
- スーパーロボット大戦30（2021年、ドルガナ）
- ソルクレスタ（2022年、ゴウ・クロガネ） - DLC追加キャラクター
- ドラゴンクエストX 天星の英雄たち オンライン（2022年、プアープ）

#### ドラマCD
- オリンポス（ミーナの父）
- 吸血ダーリン case 1 国内結婚 極道編（龍司の父）
- 獏-BAKU- 第二幕（ルーサー）
- 不遜で野蛮（大橋）
- まおゆう魔王勇者 外伝（鉄腕王）
  - エピソード1 楡の国の女魔法使い
  - エピソード2 花の国の女騎士
- 魔術士オーフェン無謀編 ドラマCD vol.4（ジンゼイ）
- Persona（反谷孝志）

#### 吹き替え

##### 映画（吹き替え）
- アルマゲドン2009
- アルマゲドン2011
- アメイジング・ワールド/勇士の帰還
- ウーマン・イン・ブラック 亡霊の館（ミスター・ベントレー）
- エクスペンダブルズ2（中国人富豪）
- キャッツ & ドッグス 地球最大の肉球大戦争（クレイジー・カーリト）
- キャプテン・フィリップス（モハメド・アブデルワハブ）
- グッド・バッド・ウィアード（ギャング）
- ゲーム・チェンジ 大統領選を駆け抜けた女
- サブウェイ123 激突（ジェリー・ポラード〈ゲイリー・バサラバ〉）
- SUPER8/スーパーエイト
- センチュリオン
- 捜査官X（マスター〈ジミー・ウォング〉）
- ツーリスト
- テレフォン（ダルチムスキー〈ドナルド・プレザンス〉）※WOWOW版追加収録
- ノウイング
- ハリー・ポッターと死の秘宝 PART1（マーティン）
- ハリー・ポッターと死の秘宝 PART2（マーティン）
- ブラック・ルーム（オスカー）
- ブルース・ブラザース（ジェームズ牧師〈ジェームズ・ブラウン〉）※BD版
- マイティ・ソー
- ル・アーヴルの靴みがき（ジャン・ピエール）

##### ドラマ
- iCarly
- ALCATRAZ/アルカトラズ
- アンフォゲッタブル 完全記憶捜査 #2（マッカードル〈デヴィッド・コスタビル〉）
- イ・サン
- エレメンタリー ホームズ&ワトソン in NY
- グッド・ワイフ
- クリミナル・マインド FBI行動分析課
- クリミナル・マインド 特命捜査班レッドセル
- 刑事フォイル（アニー・ポンド）
- ゲーテの恋 〜君に捧ぐ「若きウェルテルの悩み」〜（シャルロッテの父）
- 階伯〔ケベク〕（チョクトク）
- ザ・ケープ 漆黒のヒーロー
- CSI:マイアミ9
- SHERLOCK（シャーロック）2
- ジャイアント（ファン・テソプ）
- 私立探偵マグナム（デューク・ルケラ巡査部長〈デニス・チュン〉）
- SMASH（ジェリー・ランド〈マイケル・クリストファー〉）
- 続ハリーズ・ロー 裏通り法律事務所
- 善徳女王（ノリブ）
- CHASE/逃亡者を追え!
- ダークエイジ・ロマン 大聖堂
- チャームド 〜魔女3姉妹〜
- 鉄の王 キム・スロ（ヨム・サチ）
- テラノバ/Terra Nova
- ナース・ジャッキー3
- 根の深い木 〜世宗大王の誓い〜
- PERSON of INTEREST 犯罪予知ユニット
- 薔薇の名前（ホルヘ〈ジェームズ・コスモ〉[27]）
- HAWAII FIVE-0（トゥイネイ、デューク・ルケラ〈デニス・チュン〉）
- ビクトリアス
- フルハウスTAKE2（マノクの祖父）
- ボードウォーク・エンパイア2 欲望の街
- ボルジア家 愛と欲望の教皇一族
- ホワイトチャペル2 終わりなき殺意
- マーダーズ・イン・ビルディング[28]
- ミディアム6 霊能者アリソン・デュボア
- ミディアム7 最終章（デール・オレク）
- ミルドレッド・ピアース 幸せの代償
- ユーリカ シーズン3
- ラブレイン
- リゾーリ&アイルズ2（バーテンダー）
- レディプレジデント〜大物（キム・テボン）
- 私はラブ・リーガル3（リチャード）

##### アニメ
- 学園NINJAランディ（マクフィスト）
- ちいさなプリンセス ソフィア（ギデオン4世）
- ヒックとドラゴン 〜バーク島の冒険〜（マルチ）
- 冬のソナタ アニメ版（チャン）
- ポペッツタウン（アリ）
- マーベル・シネマティック・ユニバース（J・ジョナ・ジェイムソン〈声: J・K・シモンズ〉）
  - アルティメット・スパイダーマン
  - アベンジャーズ・アッセンブル
  - ハルク: スマッシュ・ヒーローズ

#### ナレーション
テレビ番組
- NHK Eテレ『団塊スタイル』
  - 「どうする？離れて暮らす親の介護」
  - 「どうする？60代からの住まい」
  - 「ひざの痛み これで解消」

動画
- 全葬連(全日本葬祭業協同組合連合会)『終活・お葬式物語』（2015年、YouTube）
  - 「こんなはずじゃなかった家族葬 篇」
  - 「自分らしい終活を考えてみませんか？ 篇」
  - 「思い出は美しく 篇」

映画
- 修羅の統一（2009年8月8日公開）
- イタリア映画『誰も知らない基地のこと』予告編ナレーション（2010年）

Vシネマ
- 喧嘩組2（原田昌樹監督）
- 極道の紋章(やくざのだいもん)シリーズ（2007年 - 2013年、オールインエンタテインメント）

#### ラジオ
- 調布FM『百合・政則・道明のいってみよう』2016年4月～2018年3月末まで
- 調布FM『町田政則の語りの小部屋』2018年4月～現在も放送中　毎週火曜日午後8時から